# Dead End Kings
Dead End Kings — девятый полноформатный альбом группы Katatonia. Был выпущен 27 августа 2012 года в Европе и 28 августа в США на Peaceville Records. Как и все релизы Katatonia, этот альбом был написан прежде всего основателями группы Йонасом Ренксе и Андерсом Нюстрёмом, несмотря на то, что группа прошла через несколько смен состава. Данный релиз является первым для басиста Никласа Сандина, единственным для второго гитариста Пера Эрикссона и последним для барабанщика Даниэля Лильеквиста.

## Темы и композиция
Песня «The One You Are Looking for Is Not Here» не буквально о неспособности найти человека, но о рассказывании ему, что его предвзятые представления о себе неверны — такой человек попросту не существует. Многие композиции, включая «Buildings», намекают на заброшенные городские сцены, которые были вдохновлены посещением Ренксе и Нюстрёмом заброшенных железнодорожных туннелей и госпиталей в заброшенных селениях в Швеции. Альбом не является политическим в общепринятом смысле продвижения идеологий или предоставления решений, а скорее созерцанием и жалобой на плохое состояние мира из-за современной политики в целом.
Некоторые журналисты заметили сходство в звучании с американской прогрессивной метал-группой Tool. О сравнении Ренксе говорит как о случайном, но лестном.

## Отзывы
| Оценки критиков  | Оценки критиков |
| Источник         | Оценка          |
| ---------------- | --------------- |
| About.com        | [ 4 ]           |
| Allmusic         | [ 5 ]           |
| Drowned in Sound | [ 6 ]           |
| The Guardian     | [ 7 ]           |
| Sputnikmusic     | [ 8 ]           |

Альбом в основном был хорошо принят критиками. На AllMusic альбом похвалили за разнообразный и слоистый звуковой продакшн, заключая, что «С разнообразными частями, постоянно меняющейся динамикой и невероятными инструментальными интерлюдиями, этот альбом подобен величественному взрыву. Dead End Kings непреклонен в своём музыкальном превосходстве, мрачном видении и тёмной, преследуемой красоте; он расширяет охват группы в геометрической прогрессии». Кайл Ворд, критик из Sputnikmusic, решительно похвалил альбом за то, что он является идеальным завершением всего, чем группа хотела стать после ухода из их оригинального дэт-метал-звучания в конце 1990-х, ссылаясь на высокий уровень продакшна альбома, слоистого звучания и «эмоциональной искренности», и назвал альбом «грандиозным успехом».

## Список композиций
Все тексты написаны Йонасом Ренксе, исключая «Undo You» за авторством Андерса Нюстрёма.
| №                   | Название                                                                | Музыка               | Длительность |
| ------------------- | ----------------------------------------------------------------------- | -------------------- | ------------ |
| 1.                  | «The Parting»                                                           | Ренксе               | 4:52         |
| 2.                  | «The One You Are Looking for Is Not Here» (при участии Силье Вергеланд) | Ренксе               | 3:52         |
| 3.                  | «Hypnone»                                                               | Ренксе               | 4:07         |
| 4.                  | «The Racing Heart»                                                      | Ренксе               | 4:06         |
| 5.                  | «Buildings»                                                             | Нюстрём              | 3:28         |
| 6.                  | «Leech»                                                                 | Ренксе               | 4:23         |
| 7.                  | «Ambitions»                                                             | Ренксе               | 5:07         |
| 8.                  | «Undo You»                                                              | Нюстрём              | 4:56         |
| 9.                  | «Lethean»                                                               | Пер Эрикссон, Ренксе | 4:39         |
| 10.                 | «First Prayer»                                                          | Нюстрём, Ренксе      | 4:28         |
| 11.                 | «Dead Letters»                                                          | Нюстрём              | 4:49         |
| Общая длительность: | Общая длительность:                                                     | Общая длительность:  | 48:47        |

| №                   | Название               | Музыка              | Длительность |
| ------------------- | ---------------------- | ------------------- | ------------ |
| 12.                 | «Second»               | Нюстрём             | 3:34         |
| 13.                 | «The Act of Darkening» | Нюстрём             | 5:55         |
| Общая длительность: | Общая длительность:    | Общая длительность: | 57:47        |

## Участники записи
Группа
- Йонас Ренксе — вокал, гитара, клавишные, продакшн, сведение
- Андерс Нюстрём — соло-гитара, клавишные, бэк-вокал, продакшн, сведение
- Пер Эрикссон — гитара, инжиниринг
- Никлас Сандин — бас-гитара
- Даниэль Лильеквист — ударные

Дополнительные участники
- Силье Вергеланд — вокал на «The One You Are Looking for Is Not Here»
- Frank Default — клавишные на композициях 1-11
- JP Asplund — перкуссия
- Дэвид Кастилло — продакшн, инжиниринг, сведение